# Región de Omusati

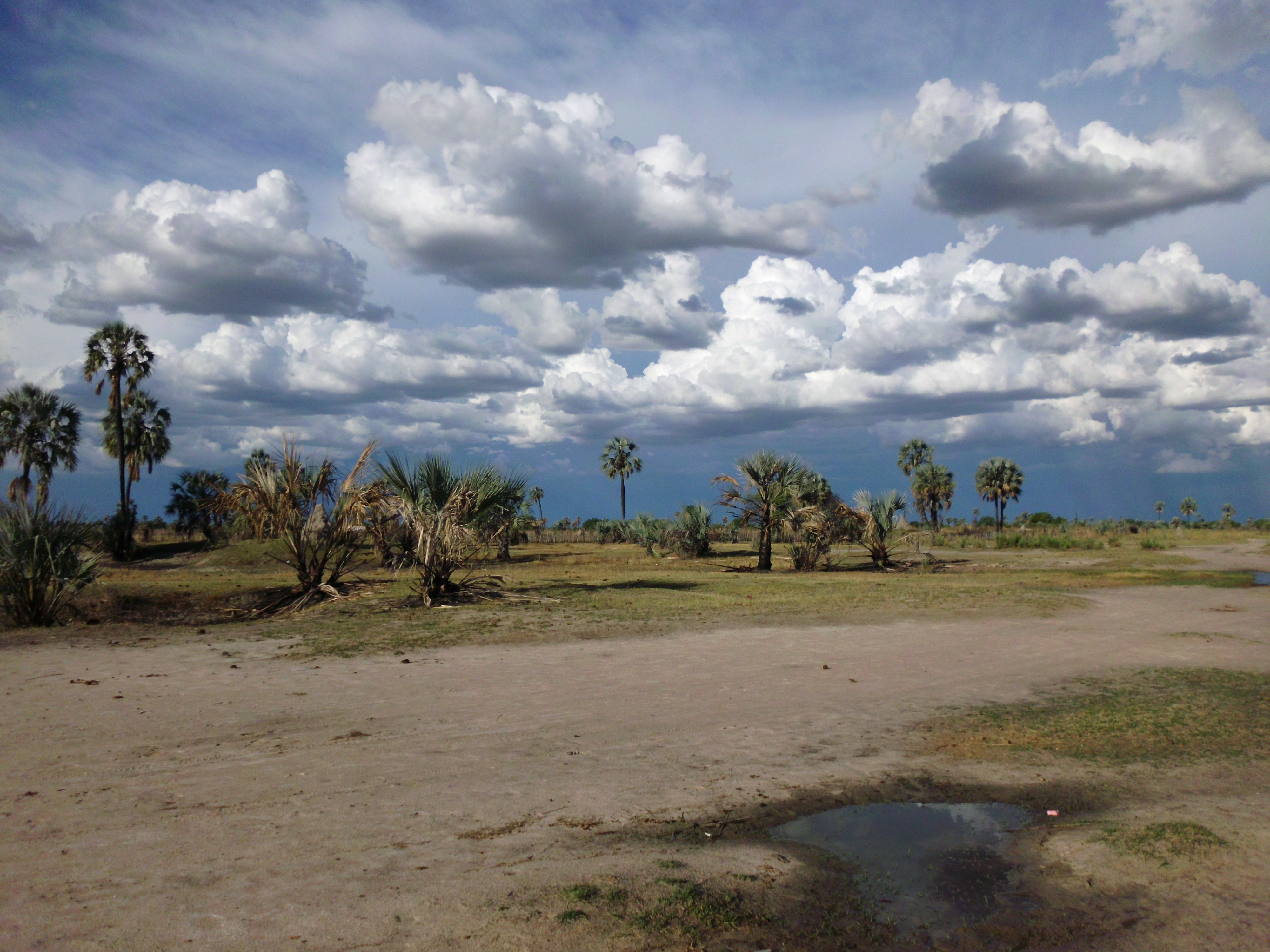
Paisaje típico de la región de Omusati

Omusati es una de las catorce regiones de Namibia, situada en la zona noroccidental del país. Uutapi en Ombalantu forma un centro natural para esta región. La parte norte de la región es por lejos más densamente poblada que la parte sur, donde las pasturas es de pobre calidad y el agua generalmente salina. Es predominantemente un región agrícola en la que el mijo perla (mahangu) es cultivado con éxito. 

## Economía
Con fertilización intensiva y labranza de la tierra, sería alcanzable el auto-abastecimiento. Sin embargo, necesitarán ser creadas oportunidades de empleo no-agrícolas. El potencial para esto existe con la disponibilidad de un poco de agua del canal y la extensión prevista del tendido de electricidad para incluir Ombalantu y sus establecimientos circundantes.

## Vegetación
El árbol Mopani es la especie dominante; la palma de Makalani disminuye rápidamente hacia el oeste de la frontera con la región de Oshana. El cambio en el tipo de vegetación refleja las condiciones ecológicas formando un límite natural entre las dos regiones.

## Infraestructura
La región es atravesada por una ruta troncal de altura estándar que provee línea directa con las regiones adyacentes y con el resto del país. Aunque transportar pasajeros y carga a través de esta ruta es fácil, el resto de la red caminera, en común con todas las zonas comunales del norte de Namibia, es de peor calidad. No existen hospitales apropiadamente equipados en la región, aunque la red de consultorios provee de servicios básicos de salud. Las escuelas son también inadecuadas esperándose su mejora.

## Fronteras
Al norte, Omusati limita con la provincia Cunene de Angola. Internamente, limita con las siguientes regiones:
- Ohangwena - noreste.
- Oshana - este.
- Kunene - sur y oeste.

## Distritos electorales
La región comprende 12 distritos electorales: 
- Anamulenge
- Elim
- Etayi
- Ogongo
- Okahao
- Okalongo
- Otamanzi
- Onesi
- Oshikuku
- Outapi
- Ruacana
- Tsandi